# Katō
Katō (jap. 加東市 Katō-shi) – miasto w Japonii, na wyspie Honsiu, w prefekturze Hyōgo.

## Położenie
Miasto leży w południowo-wschodniej części prefektury Hyōgo. Sąsiaduje z miastami: 
- Ono,
- Kasai,
- Nishiwaki,
- Sanda,
- Sasayama.
- Miki

## Historia
Miasto otrzymało prawa miejskie 20 marca 2006 roku.

## Współpraca
- Olympia, Stany Zjednoczone